# Großsteingrab Hesselte
Das Großsteingrab Hesselte war eine megalithische Grabanlage der jungsteinzeitlichen Trichterbecherkultur bei Hesselte, einem Ortsteil von Emsbüren im Landkreis Emsland (Niedersachsen). Es wurde im 19. Jahrhundert zerstört.

## Lage
Das Grab befand sich rund 1 km nördlich von Hesselte am westlichen Steilufer der Großen Aa. In älterer Literatur wird noch ein zweites Grab am anderen Ufer der Großen Aa erwähnt. Dieses liegt allerdings nicht mehr auf dem Gebiet von Hesselte, sondern es handelt sich um das Großsteingrab Bramsche-Wesel 1. Jeweils 2 km östlich und ostsüdöstlich lagen die im 19. Jahrhundert zerstörten Großsteingräber Bramsche-Wesel 2 und 3. 3,1 km nordwestlich befand sich das 1893 zerstörte Großsteingrab Gleesen.

## Beschreibung
Ernst Sprockhoff konnte 1926 nur noch einen einzelnen Deckstein ausmachen, der eine Länge von 2,6 m, eine Breite von 2,0 m und eine Dicke von 0,9 m hatte. Er lag allerdings verschleppt, so dass der exakte Standort des Grabes nicht mehr ermittelt werden konnte. Angaben zu Ausrichtung, Maßen und Grabtyp sind somit nicht möglich.